# Othmar de Sassenage
Pour les articles homonymes, voir Noël.
Othmar, dit de Sassenage, est un chartreux de la seconde moitié du XIIe siècle, élu évêque de Grenoble, et ayant pu appartenir à la famille de Sassenage.

## Biographie
Othmar (Othmarus, Otmar, Odemar), ancien chanoine, est un chartreux issu de la Grande Chartreuse,,,. La Gallia Christiana mentionne cependant « Othmarus, e Carthusianorum ».
Il semble appartenir à la famille de Sassenage, « ex familia Cassenaticorum »,,. Le site de généalogie en ligne Foundation for Medieval Genealogy relève « No primary source has been identified which confirms that Othmar was a member of the Sassenage family ».
À la suite de l'annulation de l'élection de Noël, en 1150, Othmar est choisi comme nouvel évêque de Grenoble,. Cependant l'année suivante, il n'est plus sur le siège, soit en raison de son décès, soit de sa résignation en faveur d'un autre chartreux, Geoffroy,, mentionné dès le mois de février 1151.
Edmond Maignien, érudit local, dans ses Notes chronologico-historiques sur l'Évêché de Grenoble de 1151 à 1237 (1870), indique qu'il meurt au cours de l'année « 1151 à la Grande Chartreuse ».